# Gran Premio motociclistico di Francia 1995
Il Gran Premio motociclistico di Francia 1995 fu l'ottavo appuntamento del motomondiale 1995.
Si svolse il 9 luglio 1995 al circuito Bugatti e vide la vittoria di Mick Doohan nella classe 500, di Ralf Waldmann nella classe 250, di Haruchika Aoki nella classe 125, dell'equipaggio Rolf Biland-Kurt Waltisperg nella classe sidecar e di Yves Briguet nel Thunderbike Trophy.

## Classe 500

### Arrivati al traguardo
| Pos. | Nº | Pilota            | Squadra                  | Motocicletta  | Giri | Tempo     | Griglia | Punti |
| ---- | -- | ----------------- | ------------------------ | ------------- | ---- | --------- | ------- | ----- |
| 1º   | 1  | Mick Doohan       | Repsol Honda             | Honda         | 27   | 46:10.991 | 1       | 25    |
| 2º   | 2  | Luca Cadalora     | Marlboro Team Roberts    | Yamaha        | 27   | +21.923   | 9       | 20    |
| 3º   | 4  | Daryl Beattie     | Lucky Strike Suzuki      | Suzuki        | 27   | +23.607   | 3       | 16    |
| 4º   | 7  | Shin'ichi Itō     | Repsol Honda             | Honda         | 27   | +39.623   | 5       | 13    |
| 5º   | 9  | Alex Barros       | Barros-Kanemoto-Honda    | Honda         | 27   | +51.700   | 10      | 11    |
| 6º   | 45 | Scott Russell     | Lucky Strike Suzuki      | Suzuki        | 27   | +1:19.276 | 7       | 10    |
| 7º   | 10 | Jeremy McWilliams | Team Millar              | Yamaha        | 27   | +1:20.553 | 13      | 9     |
| 8º   | 25 | Neil Hodgson      | World Champ. Motorsports | ROC Yamaha    | 27   | +1:32.235 | 12      | 8     |
| 9º   | 32 | Toshiyuki Arakaki | Padgetts Racing          | Harris Yamaha | 27   | +1:39.228 | 15      | 7     |
| 10º  | 18 | Laurent Naveau    | ROC Euroteam             | ROC Yamaha    | 27   | +1:39.421 | 25      | 6     |
| 11º  | 14 | Adrian Bosshard   | Thommen Elf Racing       | ROC Yamaha    | 27   | +1:40.461 | 18      | 5     |
| 12º  | 37 | Frédéric Protat   | FP Racing                | ROC Yamaha    | 27   | +1:43.077 | 17      | 4     |
| 13º  | 44 | Marc Garcia       | DR Team Shark            | ROC Yamaha    | 27   | +1:47.767 | 20      | 3     |
| 14º  | 21 | Bernard Haenggeli | Haenggeli Racing         | ROC Yamaha    | 26   | +1 giro   | 27      | 2     |
| 15º  | 79 | Philippe Monneret |                          | ROC Yamaha    | 26   | +1 giro   | 28      | 1     |
| 16º  | 28 | Bruno Bonhuil     | M.T.D.                   | ROC Yamaha    | 26   | +1 giro   | 23      |       |
| 17º  | 24 | Scott Gray        | Starsport                | Harris Yamaha | 21   | +6 giri   | 29      |       |

### Ritirati
| Nº | Pilota               | Squadra               | Motocicletta  | Giri | Griglia |
| -- | -------------------- | --------------------- | ------------- | ---- | ------- |
| 17 | Norifumi Abe         | Marlboro Team Roberts | Yamaha        | 20   | 6       |
| 13 | Loris Reggiani       | Aprilia Racing        | Aprilia       | 19   | 8       |
| 19 | Juan Borja           | Roc N.R.J.            | ROC Yamaha    | 14   | 16      |
| 51 | Jean Pierre Jeandat  | Jpj Paton             | Paton         | 12   | 14      |
| 8  | Sean Emmett          | Harris Grand Prix     | Harris Yamaha | 10   | 21      |
| 70 | Marco Papa           | Team Marco Papa       | ROC Yamaha    | 10   | 30      |
| 6  | Àlex Crivillé        | Repsol Honda          | Honda         | 9    | 4       |
| 23 | Eugene McManus       | Padgetts Racing       | Harris Yamaha | 6    | 26      |
| 11 | Bernard Garcia       | Team ROC              | ROC Yamaha    | 5    | 11      |
| 20 | Cristiano Migliorati | Harris Grand Prix     | Harris Yamaha | 2    | 19      |
| 22 | Lucio Pedercini      | Team Pedercini        | ROC Yamaha    | 1    | 24      |
| 69 | James Haydon         | Harris Grand Prix     | Harris Yamaha | 0    | 22      |

### Non partito
| Nº | Pilota          | Squadra              | Motocicletta | Griglia |
| -- | --------------- | -------------------- | ------------ | ------- |
| 5  | Alberto Puig    | Fortuna-Honda-Pons   | Honda        | 2       |
| 65 | Loris Capirossi | Marlboro Team Pileri | Honda        |         |

## Classe 250

### Arrivati al traguardo
| Pos. | Nº | Pilota                    | Squadra              | Motocicletta | Giri | Tempo     | Griglia | Punti |
| ---- | -- | ------------------------- | -------------------- | ------------ | ---- | --------- | ------- | ----- |
| 1º   | 28 | Ralf Waldmann             | HB Honda Germany     | Honda        | 25   | 43:39.063 | 3       | 25    |
| 2º   | 1  | Max Biaggi                | Chesterfield Aprilia | Aprilia      | 25   | +0.551    | 1       | 20    |
| 3º   | 2  | Tadayuki Okada            | Team HRC             | Honda        | 25   | +7.175    | 7       | 16    |
| 4º   | 12 | Carlos Checa              | Fortuna-Honda-Pons   | Honda        | 25   | +12.907   | 6       | 13    |
| 5º   | 7  | Tetsuya Harada            | Marlboro Team Rainey | Yamaha       | 25   | +25.999   | 15      | 11    |
| 6º   | 25 | Kenny Roberts Jr          | Marlboro Team Rainey | Yamaha       | 25   | +28.457   | 14      | 10    |
| 7º   | 9  | Luis d'Antín              | MX Onda-S.S.P. Comp. | Honda        | 25   | +29.217   | 5       | 9     |
| 8º   | 6  | Jean-Philippe Ruggia      | Elf-Honda-Tech 3     | Honda        | 25   | +30.108   | 11      | 8     |
| 9º   | 19 | Olivier Jacque            | Elf-Honda-Tech 3     | Honda        | 25   | +40.453   | 13      | 7     |
| 10º  | 13 | Eskil Suter               | Mohag Aprilia        | Aprilia      | 25   | +46.661   | 9       | 6     |
| 11º  | 8  | Jean-Michel Bayle         | Chesterfield Aprilia | Aprilia      | 25   | +48.237   | 8       | 5     |
| 12º  | 29 | Jürgen Fuchs              | HB Honda Germany     | Honda        | 25   | +48.500   | 12      | 4     |
| 13º  | 16 | Patrick van den Goorbergh | Docshop Racing       | Aprilia      | 25   | +50.793   | 18      | 3     |
| 14º  | 17 | Jurgen van den Goorbergh  | Maxell Team Global   | Honda        | 25   | +1:00.231 | 16      | 2     |
| 15º  | 39 | Alessandro Gramigni       | Givi Racing          | Honda        | 25   | +1:14.121 | 19      | 1     |
| 16º  | 22 | Adolf Stadler             | Veitinger            | Aprilia      | 25   | +1:28.644 | 24      |       |
| 17º  | 23 | Luis Maurel               | Maurel Competicion   | Honda        | 25   | +1:31.803 | 22      |       |
| 18º  | 21 | Gregorio Lavilla          | MX Onda-S.S.P. Comp. | Honda        | 25   | +1:34.599 | 26      |       |
| 19º  | 5  | Niall Mackenzie           | Docshop Racing       | Aprilia      | 25   | +1:36.137 | 23      |       |
| 20º  | 15 | Oliver Petrucciani        | Edo Racing           | Aprilia      | 25   | +1:37.617 | 25      |       |
| 21º  | 78 | Florian Ferracci          |                      | Aprilia      | 25   | +1:48.209 | 27      |       |

### Ritirati
| Nº | Pilota                | Squadra              | Motocicletta | Giri | Griglia |
| -- | --------------------- | -------------------- | ------------ | ---- | ------- |
| 27 | Sadanori Hikita       | Maxell Team Global   | Honda        | 21   | 20      |
| 24 | Bernd Kassner         | Team Munich          | Aprilia      | 18   | 30      |
| 10 | Nobuatsu Aoki         | Blumex Rheos Racing  | Honda        | 13   | 4       |
| 32 | Pere Riba             | Bjc Racing           | Aprilia      | 9    | 28      |
| 31 | Miguel Angel Castilla | Troll 10x10 Repsol   | Yamaha       | 7    | 29      |
| 30 | José Luis Cardoso     | PR2 Aprilia          | Aprilia      | 4    | 17      |
| 4  | Doriano Romboni       | Honda Team Agostini  | Honda        | 2    | 2       |
| 3  | Takeshi Tsujimura     | Fcc Technical Sports | Honda        | 1    | 10      |
| 55 | Régis Laconi          | Equipe De France GP  | Honda        | 1    | 21      |

## Classe 125

### Arrivati al traguardo
| Pos. | Nº | Pilota            | Squadra                | Motocicletta | Giri | Tempo     | Griglia | Punti |
| ---- | -- | ----------------- | ---------------------- | ------------ | ---- | --------- | ------- | ----- |
| 1º   | 12 | Haruchika Aoki    | Blumex Rheos Racing    | Honda        | 23   | 42:52.844 | 1       | 25    |
| 2º   | 4  | Dirk Raudies      | HB Team Raudies        | Honda        | 23   | +1.045    | 5       | 20    |
| 3º   | 5  | Peter Öttl        | Marlboro-Aprilia-Eckl  | Aprilia      | 23   | +1.652    | 3       | 16    |
| 4º   | 14 | Akira Saito       | Docshop Racing         | Honda        | 23   | +7.504    | 7       | 13    |
| 5º   | 20 | Tomomi Manako     | Fcc Technical Sports   | Honda        | 23   | +8.002    | 18      | 11    |
| 6º   | 7  | Stefano Perugini  | Ipa Aprilia            | Aprilia      | 23   | +9.559    | 11      | 10    |
| 7º   | 26 | Emilio Alzamora   | Scot-San Patrignano    | Honda        | 23   | +9.802    | 4       | 9     |
| 8º   | 8  | Masaki Tokudome   | Ditter Plastic         | Aprilia      | 23   | +10.007   | 2       | 8     |
| 9º   | 19 | Yoshiaki Katō     | Aspar Cepsa            | Yamaha       | 23   | +10.524   | 15      | 7     |
| 10º  | 10 | Herri Torrontegui | Pit Lane Racing        | Honda        | 23   | +13.757   | 8       | 6     |
| 11º  | 9  | Hideyuki Nakajō   | Jha Racing             | Honda        | 23   | +20.168   | 12      | 5     |
| 12º  | 1  | Kazuto Sakata     | Krona-Aprilia          | Aprilia      | 23   | +26.688   | 10      | 4     |
| 13º  | 21 | Tomoko Igata      | Fcc Technical Sports   | Honda        | 23   | +29.193   | 16      | 3     |
| 14º  | 18 | Oliver Koch       | Ditter Plastic         | Aprilia      | 23   | +32.018   | 23      | 2     |
| 15º  | 24 | Gabriele Debbia   | Debbia Team Semprucci  | Yamaha       | 23   | +32.396   | 14      | 1     |
| 16º  | 38 | Luigi Ancona      | Scot-San Patrignano    | Honda        | 23   | +32.696   | 20      |       |
| 17º  | 23 | Manfred Geissler  | Marlboro-Aprilia-Eckl  | Aprilia      | 23   | +41.900   | 24      |       |
| 18º  | 25 | Vittorio Lopez    | LB Racing              | Aprilia      | 23   | +48.524   | 25      |       |
| 19º  | 28 | Takehiro Yamamoto | Moto Bum Team Harc Pro | Honda        | 23   | +1:00.308 | 22      |       |
| 20º  | 31 | Stefan Kurfiss    | Scott-Attac!           | Aprilia      | 23   | +1:16.779 | 29      |       |
| 21º  | 32 | Hiroyuki Kikuchi  | Elf Team Kepla         | Honda        | 23   | +1:21.616 | 27      |       |
| 22º  | 72 | Stefano Cruciani  | Krona-Aprilia          | Aprilia      | 23   | +1:47.262 | 32      |       |
| 23º  | 78 | Bertrand Stey     | Stey Motos             | Honda        | 23   | +2:14.284 | 34      |       |

### Ritirati
| Nº | Pilota             | Squadra               | Motocicletta | Giri | Griglia |
| -- | ------------------ | --------------------- | ------------ | ---- | ------- |
| 6  | Jorge Martínez     | Aspar Cepsa           | Yamaha       | 14   | 17      |
| 79 | Eric Mizera        |                       | Aprilia      | 12   | 31      |
| 40 | Massimo d'Agnano   | Scuderia Alfa Ducados | Aprilia      | 11   | 30      |
| 11 | Stefan Prein       | Energizer Elf/Prein   | Honda        | 7    | 26      |
| 37 | Ken Miyasaka       | Jha Racing            | Honda        | 4    | 9       |
| 81 | Frédéric Petit     | R.M.S.                | Honda        | 4    | 28      |
| 17 | Gianluigi Scalvini | Ipa Aprilia           | Aprilia      | 0    | 6       |
| 2  | Noboru Ueda        | Givi Racing           | Honda        | 0    | 13      |
| 29 | Yoshiyuki Sugai    | Racing Supply         | Honda        | 0    | 19      |
| 63 | Josep Sarda        | Europa Zwafink        | Honda        | 0    | 21      |
| 82 | Cristophe Rochel   |                       | Honda        | 0    | 33      |

## Classe sidecar
I campioni in carica Rolf Biland-Kurt Waltisperg ottengono la prima vittoria stagionale dopo tre ritiri nelle prime tre gare. Salgono sul podio anche Dixon-Hetherington e Bohnhorst-Brown; si ritirano per problemi meccanici Paul Güdel-Charly Güdel, autori della pole. Un altro equipaggio svizzero, quello dei fratelli Wyssen, viene squalificato per non aver scontato la penalità prevista per partenza anticipata.
In classifica Dixon è sempre al comando con 90 punti, davanti ad Abbott a 61 e a Bösiger a 44.

### Arrivati al traguardo (posizioni a punti)[2]
| Pos. | Pilota             | Passeggero              | Moto          | Giri | Tempo     | Punti |
| ---- | ------------------ | ----------------------- | ------------- | ---- | --------- | ----- |
| 1º   | Rolf Biland        | Kurt Waltisperg         | LCR-BRM       | 23   | 42'15"432 | 25    |
| 2º   | Darren Dixon       | Andy Hetherington       | Windle-ADM    | 23   | +11"306   | 20    |
| 3º   | Ralph Bohnhorst    | Peter Brown             | LCR-BRM       | 23   | +24"745   | 16    |
| 4º   | Markus Bösiger     | Jürg Egli               | LCR-ADM       | 23   | +25"093   | 13    |
| 5º   | Derek Brindley     | Paul Hutchinson         | LCR-Honda     | 23   | +29"028   | 11    |
| 6º   | Steve Abbott       | Julian Tailford         | Windle-ADM    | 23   | +32"047   | 10    |
| 7º   | Yoshisada Kumagaya | Trevor Hopkinson        | LCR-Endurance |      |           | 9     |
| 8º   | Barry Brindley     | Scott Whiteside         | LCR-Yamaha    |      |           | 8     |
| 9º   | Jukka Lauslehto    | Hannu Metsäranta        | LCR-ADM       |      |           | 7     |
| 10º  | Billy Gällros      | Peter Berglund          | LCR-NGK       |      |           | 6     |
| 11º  | Mark Reddington    | Trevor Crone            | LCR-ADM       |      |           | 5     |
| 12º  | Benny Janssen      | Frans Geurts van Kessel | LCR-Honda     |      |           | 4     |
| 13º  | Ian Wilford        | Daniel Edwards          | LCR-Honda     |      |           | 3     |
| 14º  | Markus Meier       | Danny Brühwiler         | LCR-Krauser   |      |           | 2     |
| 15º  | Martin Whittington | Simon Birkett           | LCR-Krauser   |      |           | 1     |

## Thunderbike Trophy

### Arrivati al traguardo
| Pos. | Nº | Pilota             | Motocicletta | Giri | Tempo     | Punti |
| ---- | -- | ------------------ | ------------ | ---- | --------- | ----- |
| 1º   | 1  | Yves Briguet       | Honda        | 21   | 38'55.728 | 25    |
| 2º   | 7  | Stéphane Mertens   | Honda        | 21   | +2.815    | 20    |
| 3º   | 17 | Udo Mark           | Kawasaki     | 21   | +4.710    | 16    |
| 4º   | 8  | Wilco Zeelenberg   | Honda        | 21   | +10.553   | 13    |
| 5º   | 3  | Fred Bayens        | Honda        | 21   | +24.116   | 11    |
| 6º   | 18 | Enrique de Juan    | Honda        | 21   | +26.536   | 10    |
| 7º   | 73 | Denis Bonoris      | Yamaha       | 21   | +26.850   | 9     |
| 8º   | 26 | Yuichi Takeda      | Honda        | 21   | +27.144   | 8     |
| 9º   | 2  | Christian Zwedorn  | Honda        | 21   | +29.236   | 7     |
| 10º  | 14 | Óscar Sainz        | Kawasaki     | 21   | +36.334   | 6     |
| 11º  | 4  | Idalio Gavira      | Honda        | 21   | +44.782   | 5     |
| 12º  | 76 | Alain Dua          | Bimota       | 21   | +46.924   | 4     |
| 13º  | 78 | Philippe Pinchedez | Bimota       | 21   | +49.674   | 3     |
| 14º  | 16 | Marco Risitano     | Bimota       | 21   | +52.033   | 2     |
| 15º  | 63 | Harry Van Beek     | Honda        | 21   | +1'14.690 | 1     |
| 16º  | 75 | Stéphane Neff      | Yamaha       | 21   | +1'32.920 |       |
| 17º  | 28 | Urs Schneider      | Honda        | 21   | +1'52.937 |       |
| 18º  | 21 | Cees Doorakkers    | Bimota       | 20   | +1 giro   |       |
| 19º  | 27 | Theo Dietlin       | Honda        | 20   | +1 giro   |       |

### Ritirati
| Nº | Pilota                      | Motocicletta | Giri |
| -- | --------------------------- | ------------ | ---- |
| 77 | Rachel Nicotte              | Honda        | 18   |
| 9  | Phillip McCallen            | Honda        | 15   |
| 10 | Giovanni Bussei             | Bimota       | 9    |
| 12 | Rubén Xaus                  | Honda        | 7    |
| 60 | Eric Mahé                   | Honda        | 6    |
| 5  | Eustaquio Gavira            | Honda        | 6    |
| 22 | Jean Foray                  | Bimota       | 2    |
| 80 | Jean-Pierre Vérité          | Honda        | 0    |
| 79 | Christophe Charles-Artigues | Honda        | 0    |
| 15 | Iain MacPherson             | Honda        | 0    |